# Abdij Irsee
De abdij Irsee was een tot de Zwabische Kreits behorende abdij binnen het Heilige Roomse Rijk.
In 1185 trokken Benedictijnermonniken uit Isny in de verlaten burcht Ursin in Irsee, de stamzetel van de graven van Ronsberg.
In 1190 werd er een klooster gebouwd aan de voet van de burcht. In 1227 bevestigde keizer Frederik II de abdij.
Abt Peter Alblin (abt van 1460-1474) probeerde rond de abdij een gesloten territorium op te bouwen. De abdij voerde een lange strijd met de abdij Kempten om de voogdijrechten. Nadat de voogdijrechten van Kempten werden afgekocht, bezat de abdij de landshoogheid. Paragraaf 2 van de Reichsdeputationshauptschluss van 25 februari 1803 wijst de abdij aan het keurvorstendom Beieren toe.